# Prioziorsk (stacja kolejowa)
Prioziorsk (ros: Станция Приозерск) – stacja kolejowa w Prioziorsku, w obwodzie leningradzkim, w Rosji. Znajduje się na linii Petersburg - Hiitola między przystankami Siniew i 148 km. 
Linia ta została zelektryfikowana w 1975 roku jako linii Sosnowo - Prioziorsk.
Na stacji zatrzymują się wszystkie podmiejskie pociągi elektryczne, w tym Petersburg - Kuzniecznoje, a także pociąg 350/349 Petersburg - Kostomuksza (dawniej również Petersburg - Pietrozawodsk i Petersburg - Sortavala).

## Infrastruktura
Na stacji znajduje się 8 torów, w tym 2 ślepe, znajdujące się po wschodniej stronie głównych torów. Po zachodniej stronie znajduje się 5 torów.
Między głównym i pierwszym torem znajduje się peron wyspowy, z jednym ślepym torem. Drugi peron pasażerski znajduje się przy drugim ślepym torze i nie jest obecnie wykorzystywany przez pociągi. Pierwszy ślepy tor jest wykorzystywany przez pociągi kończące bieg. Inne pociągi w tym nr 350/349 Petersburg - Kostomuksza zatrzymują się przy głównym torze.
W południowej części stacji znajduje się bocznica prowadząca do zakładu przetwórstwa drewna.

## Linie kolejowe
- Petersburg – Hiitola